# Conophytum chrisocruxum
Conophytum chrisocruxum là một loài thực vật có hoa trong họ Phiên hạnh. Loài này được S.A.Hammer mô tả khoa học đầu tiên năm 1997.